# Maline, Mokronog - Trebelno
Maline so naselje v Občini Mokronog - Trebelno.